# Oldrich Flosman
Oldrich Flosman (født 5. april 1925 i Pilsen, Böhmen - død 12. oktober 1998 i Prag, Tjekkiet) var en tjekkisk komponist.
Flosman studerede på Prags Musikkonservatorium og Akademiet for Music og Kunst hos Karel Janecek og Pavel Borkovec.
Han har skrevet 4 symfonier, orkesterværker, kammermusik, balletmusik, koncertmusik etc.

## Udvalgte værker
- Symfoni nr. 1 (1964) - for orkester
- Symfoni nr. 2 (1974) - for orkester
- Symfoni nr. 3 (1984) - for kvindekor og orkester
- "Symfoni koncert" (1979) - for klaver og orkester